# Гросмейстер (фільм)
«Гросмейстер» (рос. «Гроссмейстер») — радянський кінофільм режисера  Сергія Мікаеляна 1972 року за сценарієм  Леоніда Зоріна.

## Сюжет
Фільм розкриває проблеми кар'єри та особистого життя відомого шахіста.
Починається фільм з шахової партії, яку транслюють глядачам, серед яких маленький Сергій Хлєбніков зі своїм батьком. Повертаючись, батько потрапляє під машину і хлопчик, залишившись з матір'ю, замикається на грі в шахи. Ставши юнаком, він не залишає своє захоплення, а також зустрічається з дівчиною Оленою. Між Оленою і Хлєбніковим виникають романтичні почуття, але переїзд Олени розлучає їх.
Зустрічаються вони вже дорослими — перекладач Олена Андріївна Донцова і шахіст Сергій Олександрович Хлєбніков. Пізніше вони одружуються, при цьому Олена хоче «переробити» Сергія. Але в кінці вона бачить всю геніальність свого чоловіка і чекає.
Кожному шахісту відома ця дилема: як краще грати — «творчо» або «на результат»? В одному з попередніх турнірів Хлєбніков, захопившись аналізом спокусливих продовжень, навіть прострочив час і програв. І ось фінальна сцена фільму: гросмейстер Хлєбніков грає претендентський матч зі шведським гросмейстером. Перед ним знову дилема: піти на спокусливе продовження з жертвою тури і красивими варіантами, не будучи повністю впевненим у перемозі, або просто відступити ферзем, нічого не жертвуючи? Хлєбніков думає, а часу на годиннику залишається дедалі менше…
Важливою особливістю картини є участь в ній справжніх гросмейстерів: Таля, Авербаха (також один з консультантів фільму), Тайманова. Велику за обсягом, характерну роль (тренера головного героя) яскраво зіграв Віктор Корчной. Прекрасне опрацювання шахових деталей зробило фільм подією шахового життя СРСР.

## У ролях
- Андрій М'ягков —  Сергій Хлєбніков, гросмейстер
- Віктор Корчной —  тренер Хлєбнікова
- Лариса Мальованна —  Олена Донцова, його дружина
- Еммануїл Віторган —  Орлов
- Михайло Козаков —  Володимир
- Людмила Касаткіна —  мати Сергія
- Анатолій Солоніцин —  батько Сергія
- Юхим Копелян —  Павло Максимович, вчитель
- Микола Волков-ст. —  старий з шахового павільйону у парку
- Тамара Совчі —  Аня
- Володимир Татосов —  Сергій Олександрович, організатор сеансу одночасної гри на курорті
- Анна Твеленьова —  Марія
- Петро Шелохонов —  Федір Матвійович, другий чоловік матері Сергія
- Ігор Варпа —  зарубіжний шахіст, противник Хлєбнікова в фінальному поєдинку
- Роман Філіппов —  шаховий уболівальник
- Михайло Таль —  камео
- Юрій Авербах —  камео
- Марк Тайманов —  камео
- Олександр Котов —  камео
- Пауль Керес —  камео

## Знімальна група
- Режисер-постановник — Сергій Мікаелян
- Сценарист — Леонід Зорін
- Оператор-постановник — Євген Мєзєнцев
- Композитор — Веніамін Баснер
- Художник-постановник — Борис Бурмістров
- Художник-декоратор — Віра Зелінська